# Mikołaj Herburt (zm. 1602)
Mikołaj Herburt z Felsztyna i Dziedziłowa herbu Herburt (zm. w 1602 roku) – wojewoda ruski w latach 1588–1602,  wojewoda podolski w 1588 roku, podkomorzy halicki w latach 1581–1587, chorąży lwowski w latach 1577–1581, starosta tłumacki, skalski i barski w 1588 roku, starosta osiecki w 1595 roku.
Syn Jana Herburta, podkomorzego przemyskiego, i Zofii Dąbrowskiej. Brat Jana Herburta.
Jako senator wziął udział w sejmie zwyczajnym 1601 roku.
Był marszałkiem sejmików województwa ruskiego w 1572 i 1577  roku. Poseł na sejm koronacyjny 1574 roku z powiatu kamienieckiego. Poseł województwa ruskiego na sejm konwokacyjny 1574 roku, poseł ziemi halickiej na sejm 1578 roku i 1585 roku.
W 1589 roku był sygnatariuszem ratyfikacji traktatu bytomsko-będzińskiego na sejmie pacyfikacyjnym.
Był założycielem miasta Felsztyn na Podolu. Jego żoną była Katarzyna Koła Saporowska i po jego śmierci po roku 1593 wyszła za mąż za chorążego halickiego Pawła Skotnickiego h. Grzymała i miała z nim syna Jana Skotnickiego.  
Rodzeństwo Mikołaja Herburta :
- Jan Herburt kasztelan sanocki,
- Stanisław Herburt (<1524-1584) kasztelan lwowski,
- Walenty Herburt (1524-1572) biskup przemyski,
- Barbara Kmita z Herburtów przekazała mu w 1580 r. Uherce Mineralne

W rodowym Felsztynie na Podolu zachował się do dziś kościół św. Wojciecha, ufundowany przez Mikołaja Herburta.